# Eustachys distichophylla
Eustachys distichophylla là một loài thực vật có hoa trong họ Hòa thảo. Loài này được (Lag.) Nees mô tả khoa học đầu tiên năm 1829.